# がんぼ ナニワ悪道編
『がんぼ ナニワ悪道編』（がんぼ ナニワあくどうへん）は、原作：田島隆、作画：東風孝広による日本の漫画作品。『イブニング』（講談社）にて2013年21号から2017年18号まで連載された。『極悪がんぼ』、『激昂がんぼ』に続くシリーズ3作目で続編。単行本は全9巻。連載当初は『がんぼ —ナニワ悪道編—』のタイトルであったが、途中から『がんぼ ナニワ悪道編』に変更された。
前作では広島を舞台としていたが、大阪に舞台が移されている。

## 制作背景
原作者の田島によると、舞台が大阪に移された理由は、『極悪がんぼ』のころのような上昇志向の主人公・神崎を描きたくなったからだという。田島が生まれ育った呉市は海に面しており、海に愛着があることから、大阪の中でも海が身近な泉州地域から話を開始させた。田島は第1話に登場するだんじり祭りと泉州地域とを実際に取材しており、親近感が増したという。
作画の東風は連載開始当時、大阪に住んでおり、だんじり祭りに10回ほど行ったことがあった。通常の原稿では背景をアシスタントに任せることが多いが、だんじり祭りのページは1人で一気に描き上げたという。大阪という街はいろいろな顔があり、リアリティをしっかり描いていきたいと語った。

## あらすじ
『激昂がんぼ』のラストでハタ所長の死によってその地盤を受け継いだ神崎守。拠点を大阪に移し、本格的に関西で事件屋としての活動をスタートさせるが、ハタの地盤の奪取を狙う他の事件屋や、そのケツモチである暴力団等とのトラブルに巻き込まれる。一方で二宮も大阪府庁へ異動となり、広島時代からの付き合いである神崎と再び関わりを持つこととなる。
そんな矢先、神崎がある事件で地元の暴力団・真賀仁会とトラブルとなり、瀕死の重傷を負ってしまう。一時は意識不明の重体となるものの、二宮の尽力で設備の整った病院へ転院することができ一命をとりとめた。神崎が退院して事件屋に復帰してまもなく、今度はある政治家の（選挙資金としての）裏金を地元の信用金庫から融資を受ける案件に二宮が巻き込まれ、汚職事件として立件寸前のところまで追い込まれるが、二宮に恩のある神崎が私財をほぼ全て投入して偽装担保を用意し、二宮を窮地から救う。
その後、神崎は真賀仁会の顧問的存在となっていたが、真賀仁会内部では跡目継承に関する問題がくすぶり、それに乗じた上部組織である講談組や関西進出を企む“東の組織”の陰謀に絡む形で真賀仁会総長が殺される事件にまで発展してしまう。そこで神崎は真賀仁会を焚き付け「大阪講談組」として分離独立することを提案し、独立した大阪講談組の顧問に正式に就任。それにより関西でも事件屋としての地位を確立するに至った。
神崎は京都や奈良でも事件屋としてさまざまなトラブルを解決し「フィクサー」となる一方で、二宮も神崎からの情報を利用し大阪府庁での地位を確立していく。

## 登場人物

### 主人公とその関係者
神崎守（かんざき まもる）
三村治（みむら おさむ）
二宮亮（にのみや りょう）
馴村（なれむら）

### 事件屋
安上昇（あんじょう のぼる）
井手前（いてまえ）
宇佐美（うさみ）
池杜屋（いけずや）
反沢直樹（たんざわ なおき）
枯水野操（こすいの みさお）
チャック

### 闇社会

#### 真賀仁会
辰沼（たつぬま）
寅司（とらじ）
鷹鳶（たかとび）

## 書誌情報
- 原作：田島隆、作画：東風孝広『がんぼ ナニワ悪道編』講談社〈イブニングKC〉、全9巻
  1. 2014年4月23日発売[6]、ISBN 978-4-06-354511-1
  2. 2014年9月22日発売[7]、ISBN 978-4-06-354533-3
  3. 2015年3月23日発売[8]、ISBN 978-4-06-354561-6
  4. 2015年9月23日発売[9]、ISBN 978-4-06-354590-6
  5. 2016年2月23日発売[10]、ISBN 978-4-06-354610-1
  6. 2016年7月22日発売[11]、ISBN 978-4-06-354630-9
  7. 2016年12月22日発売[12]、ISBN 978-4-06-354651-4
  8. 2017年4月21日発売[13]、ISBN 978-4-06-354672-9
  9. 2017年10月23日発売[14]、ISBN 978-4-06-354692-7